# Brandis (Alemania)
Brandis es un municipio situado en el distrito de Leipzig, en el estado federado de Sajonia (Alemania), a una altitud de 137 metros. Su población a finales de 2016 era de unos 9600 habitantes y su densidad poblacional, 280 hab/km².